# Proutictis latefasciata
Proutictis latefasciata là một loài bướm đêm trong họ Geometridae.